# Prince George (Colúmbia Britànica)
Prince George és la ciutat més gran del nord de la província de la Colúmbia Britànica, al Canadà. La seva superfície és de 318,26 km² i la seva població és d'uns 72.000 habitants. Es tracta del centre de serveis i subministraments per a una de les regions de creixement més ràpid al Canadà i té un paper important en l'economia i la cultura de la província.